# آغ‌بلاغ (خوی)
آغ‌بلاغ، روستایی است از توابع بخش ایواوغلی و در شهرستان خوی استان آذربایجان غربی ایران.

## جمعیت
این روستا در دهستان ایواوغلی قرار داشته و براساس سرشماری مرکز آمار ایران در سال ۱۳۹۵، جمعیت این روستا برابر با ۶۳۸ نفر (۲۰۲ خانوار) بوده‌است. 